# Ghiacciaio Argosy
Il ghiacciaio Argosy è un ghiacciaio tributario lungo circa 30 km situato nella regione meridionale della Terra di Oates, nell'Antartide orientale. Il ghiacciaio, il cui punto più alto si trova a circa 2200 m s.l.m., si trova in particolare nei monti Miller, nell'entroterra della costa di Shackleton, dove ha origine direttamente dall'Altopiano Antartico e fluisce verso est-nord-est, dividendo in due la catena montuosa e costeggiando il versante meridionale delle cime Aurora, fino a unire il proprio flusso, a cui lungo il percorso si è unito quello del ghiacciaio Ascent, a quello del ghiacciaio Marsh, a nord della mesa di Kreiling.

## Storia
Il ghiacciaio Argosy è stato così battezzato dai membri di una spedizione neozelandese di esplorazione antartica svolta tra il 1961 e il 1962 in virtù della sua forma, che ricorda quella di un galeone ("argosy" in inglese).